# Regione della Slovacchia Occidentale

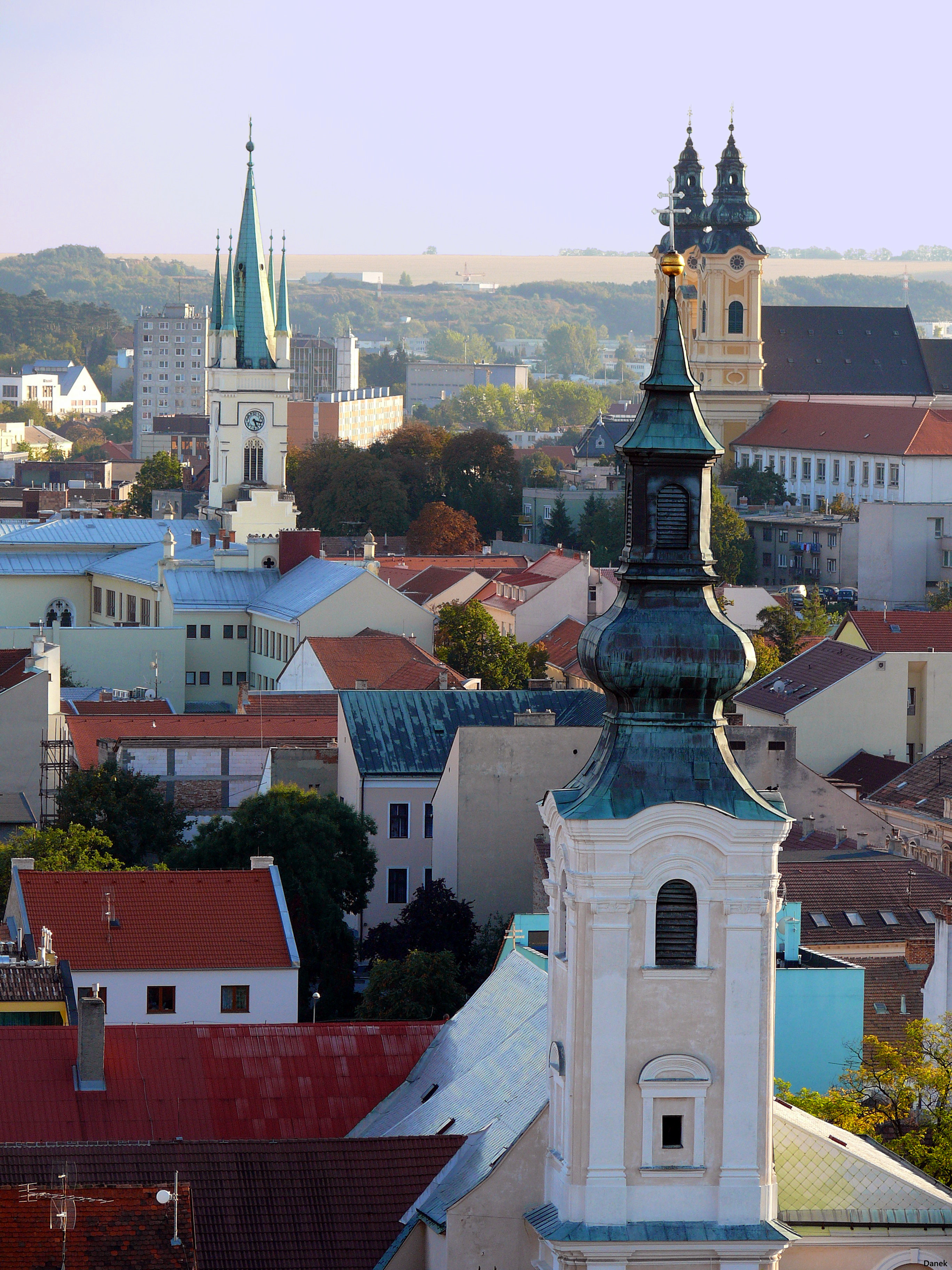
Nitra, la città più popolosa della regione

La regione della Slovacchia occidentale (in slovacco Západoslovenský kraj) è stata una regione amministrativa della Cecoslovacchia. Fu istituita l'11 aprile 1960 e abolita una prima volta il 1º luglio 1969. Ripristinata il 28 dicembre 1970 fu definitivamente abolita il 18 dicembre 1990. Aveva una superficie di 14 491 km².
Il capoluogo regionale era inizialmente Bratislava, che dal 22 marzo 1968 costituì un'unità amministrativa indipendente dalla Regione della Slovacchia occidentale. Tuttavia, gli uffici amministrativi della Regione rimasero a Bratislava.
La regione corrisponde alle attuali regioni di Bratislava, di Trnava, di Trenčín e di Nitra.

## Distretti
| Distretti (1960-1990) | Distretti attuali                            |
| --------------------- | -------------------------------------------- |
| Bratislava-vidiek     | Malacky, Pezinok, Senec                      |
| Galanta               | Galanta, Šaľa                                |
| Komárno               | immutato                                     |
| Levice                | immutato                                     |
| Nitra                 | Nitra, Zlaté Moravce                         |
| Nové Zámky            | immutato                                     |
| Senica                | Myjava, Senica, Skalica                      |
| Topoľčany             | Bánovce nad Bebravou, Partizánske, Topoľčany |
| Trenčín               | Nové Mesto nad Váhom, Trenčín                |
| Trnava                | Hlohovec, Piešťany, Trnava                   |